# Fernando Gaitán Salom
Fernando Gaitán Salom   (Bogotà, 9 de novembre de 1960 - Bogotà, 29 de gener de 2019) fou un guionista colombià i productor de telenovel·les i sèries de televisió.
Va produir algunes de les telenovel·les més reeixides de la televisió colombiana, entre elles Yo soy Betty, la fea, considerada pel llibre Guinness World Records com la telenovel·la més reeixida de la història, en ser emesa en més de 180 països, comptar amb doblatge a quinze idiomes i vint-i-dues adaptacions al voltant del món.

## Biografia
Fernando Gaitán Salom va néixer el dia 9 de novembre de 1960 a Bogotà, Colòmbia; era fill de Julio Enrique Gaitán i María Teresa Salom, a més de ser el tercer de quatre germans: Clara, Henry, ell i Sandra. Gaitán solia ser un nen solitari al com li agradava escoltar música i observar el comportament de la gent. Als nou anys va construir una ciutat amb tapes de gasoses, i als deu va pensar que s'havia quedat cec després que s'apaguessin les llums del lloc on dormia.
El 1976 Gaitán va conèixer a Esperanza González, la qual es convertiria en la seva esposa més endavant. Va fer la seva primera comunió en el col·legi Washington School i es va graduar de batxiller del col·legi León de Greiff el 1979. Aquest mateix any Gaitán va començar la seva carrera com a periodista en el periòdic El Tiempo, del qual a la llarga formaria part de l'equip d'unitat investigativa.
Quan tenia 22 anys es va introduir al món de la televisió, escrivint llibrets per a programes de concurs. Va començar a fer-se notar en escriure llibrets de telenovel·les com a Azucar, però no seria realment reconegut fins a escriure el 1994 Café con aroma de mujer, telenovel·la que ho llançaria a la fama, i de la qual s'han fet diverses adaptacions a Mèxic.

El 1998 Gaitán va tenir el major desencert de la seva carrera amb Carolina Barrantes, segons les seves pròpies paraules; 
| «                  | Carolina Barrantes va ser amb la que pitjor em va anar, va marcar com 0,3 punts de rating. Els errors em van ensenyar. Vaig aprendre a anar amb compte amb les històries ombrívoles, a entendre que no sóc bo per a tot. Per exemple, tot i que tinc filles i nets, no sé manejar nens. Vaig aprendre que he de cuidar molt les històries d'amor. Ara sóc més exigent, intento que la gent s'enamori d'elles | » |
| — Fernando Gaitán. | |   |

Malgrat això Gaitán aconseguiria recuperar-se i el 1999 va ser mundialment reconegut per la seva telenovel·la Yo soy Betty, que va aconseguir xifres sense precedents de sintonia a Colòmbia i que ha estat adaptada en molts països del món. En 2002 Betty la fea va guanyar el TP d'Or a millor telenovel·la. El premi TP d'Or és considerat un dels premis espanyols més prestigiosos per a la televisió.
En 2006 Gaitán va estrenar en RCN la seva nova telenovel·la anomenada Hasta que la plata nos separe, que va resultar ser tot un èxit, aconseguint excel·lents nivells d'audiència, i diverses adaptacions en altres països.
Fernando Gaitán va ser nomenat vicepresident de productes de RCN Televisió l'any 2009, i en el 2010, a només un any del seu nomenament, va portar a RCN a convertir-se al canal amb més sintonia, recuperant la punta en la qual fallidament havia intentat posicionar-se el canal des de 2008, quan la va perdre davant Caracol Televisión.
En 2010 va treballar en la novel·la A Corazón Abierto, a l'adaptació del guió i supervisant la realització d'escenes i diàlegs. Aquesta es convertiria en el seu més gran èxit a nivell d'audiència, trencant els rècords que havia establert amb Yo soy Betty, la fea, amb una mitjana de 57,5% de share i 18,9 punts de ràting, A Corazón Abierto es va convertir en la telenovel·la més vista en la història de la televisió Colombiana.
En 2014 renúncia a la vicepresidència de producció de RCN, segons ell, ja que aquest càrrec ho havia distanciat molt de fer guions, encara que va confirmar que continuaria assessorant al canal, però s'enfocaria en projectes pendents, entre alguns esmentats amb anterioritat, com: Bruja, així com la versió mexicana de A Corazón Abierto per TV Asteca.
El 29 de gener de 2019, va morir als seus 58 anys, segons amics propers i familiars, a causa d'un infart a la Clínica del Country, localitzada al nord de Bogotà. Durant molts anys va lluitar per deixar de ser un fumador empedreït.

## Yo soy Betty, la fea
Yo soy Betty, la fea, es va convertir en la seva novel·la més seguida, va trencar rècord de sintonia a Colòmbia, posicionant-se, fins al 2004, com la telenovel·la més vista en la història de la televisió privada d'aquest país, amb una mitjana de 17,4 punts de ràting i un share del 56,3%, i va donar lloc a una seqüela l'any 2002 amb el llançament Ecomoda de Univision. Betty va tenir un seguiment de mitjana de 45 punts, amb pics de fins a 54,7 punts. El seu èxit va fer que pautar un sol minut de la novel·la costés 25 milions de pesos colombians, mentre que la majoria de novel·les de RCN d'aquella època costaven entre 11 i 12 milions de pesos la pauta per minut. Gràcies a això, Betty deixava guanys benvolguts entre 2.800 i 3.000 milions de pesos per mes.
Les adaptacions de Betty no es van fer esperar, el 2003 es va estrenar a Índia la primera de les 22 adaptacions que ha tingut fins avui al voltant del món, com Verliebt in Berlin, a Alemanya, La fea más bella a Mèxic, Lotte a Holanda, Ne Rodis Krasivoy a Rússia, Jassi Jaissi Koi Nahin en l'Índia, Sensiz Olmuyor a Turquia, Maria, i Asximi a Grècia, Yo soy Bea a Espanya, Ugly Betty als Estats Units, Bela a Feia a Brasil, etc. Betty també va tenir una adaptació en dibuixos animats, coneguda com a Betty Toons.
En el 2010 Betty va entrar al llibre dels Guinness World Records com la telenovel·la més reeixida de la història, en ser emesa en més de 100 països, comptar amb doblatge a 15 idiomes i 22 adaptacions al voltant del món.

## Altres èxits
Moltes altres produccions de Fernando Gaitán han tingut un important èxit en la televisió Colombiana i a l'exterior.
La telenovel·la Café con aroma de mujer, que ho va catapultar a la fama el 1994, ha estat transmesa a tota Amèrica Llatina i compta ja amb dues adaptacions a Mèxic; la primera adaptació la va fer TV Asteca en 2001, amb el nom de Cuando seas mia, i la segona adaptació la va fer Televisa en 2007, amb el nom de Destilando amor. Café va aconseguir importants xifres d'audiència a Colòmbia, el seu màxim pic que va ser de 48 punts.
En 2006 la telenovel·la Hasta que la plata nos separe, aconseguiria també gran èxit en la televisió Colombiana, va tenir de mitjana 13 punts de ràting i un 46,0% de share. El 2009 seria adaptada a Mèxic per Televisa, amb el nom de Hasta que el dinero nos separe, aquesta adaptació guanyaria al seu país el premi TVyNovelas a la millor telenovel·la en 2010.
El 2010 la telenovel·la A Corazón Abierto, la qual Gaitán va supervisar activament, es posicionaria com la novel·la més vista en la història de la televisió a Colòmbia, establint nous rècords amb una mitjana de 45,9 punts de ràting, 57,5% de share i 18,9 punts de ràting. A Corazón Abierto és descrita per Gaitán com una "versió" i no una adaptació de Grey's Anatomy, atribuint el seu ressonant èxit al ben que van poder respectar l'essència de la seva trama i els seus personatges, però familiaritzant-los al context colombià.

## Reconeixements
En diverses parts del món les seves seqüeles s'han mostrat a l'aire, en països com Alemanya, Índia, Rússia, Mèxic, Espanya i Holanda. Ha rebut múltiples premis i nominacions a Colòmbia i a nivell internacional; Premi Índia Catalina (1993, 1994, 2000, 2001), Premi Simón Bolívar (1994), Premio El Tiempo (1999, 2000), Premi de Radio Caracas Televisió (2000), l'Associació Cronistes de l'Espectacle dels Estats Units (1995), Premis GES i Premis INTE a Miami, FL (2002).
El 2010 Fernando Gaitán va ser homenatjat a Mèxic per la cadena de televisió Grup Televisa, en agraïment per les seves aportacions al món de l'entreteniment.
El 2012 Gaitán és premiat amb el Brandon Tartikoff Legacy, el prestigiós premi de la Natpe (Associació Nacional d'Executius de Programes de Televisió dels Estats Units) per les seves contribucions al món de la televisió i l'entreteniment. Va ser premiat al costat d'altres personalitats com Matthew Weiner, creador de la sèrie Mad Men i escriptor dels Soprano, o Dennis Swanson, directiu de Fox clau en la carrera de Oprah Winfrey. Gaitán va ser reconegut com "una icona de la creativitat a la regió" i es va convertir en el primer llatí a rebre aquest reconeixement.

## Filmografia per a la televisió

### Escriptor
- 1989 - Azúcar (segona part) Telenovela.
- 1990 - Laura por favor Serie de TV.
- 1992 - La quinta hoja del trébol Serie de TV.
- 1993 - La Fuerza del Poder Serie de TV.
- 1994 - Café, con aroma de mujer Telenovel·la.
- 1996 - Guajira Telenovela.
- 1997 - Hombres (segunda parte) Telenovel·la.
- 1998 - Carolina Barrantes Telenovel·la.
- 1999 - Francisco el Matemático Telenovel·la.
- 1999 - Yo soy Betty, la fea Telenovel·la.
- 2001 - Ecomoda Serie de TV.
- 2006 - Hasta que la plata nos separe Telenovel·la.
- 2010 - A Corazón Abierto Telenovel·la.
- 2011 - A Corazón Abierto Versión Mexicana
- 2019 - Betty en NY adaptació.

### Productor executiu
- 2006 - Ugly Betty Episodi de televisió.
- 2017 - La llei del cor Seriï de televisió.
- 2017 - "No oblidaràs el meu nom" Telenovel·la.